# Syfy
 (транскр.  Сајфај), раније познат као Sci-Fi Channel (транскр.  Сај-Фај ченел) и Sci Fi (транскр.  Сај-Фај) је амерички претплатнички телевизијски канал у власништву NBCUniversal Television and Streaming, одсека NBCUniversal, подружнице Comcast. Канал садржи научно-фантастични, фантастични, хорор, натприродни, драмски и ријалити програм.